# QSO J0313−1806
QSO J0313−1806 fue el cuásar más distante y, por lo tanto, también el más antiguo conocido en z = 7.64, en el momento de su descubrimiento. En enero de 2021, se identificó como el cuásar más desplazado al rojo (z más alto) conocido, con el agujero negro supermasivo más antiguo conocido en (1.6 ± 0.4) × 109 masas solares. El artículo de anuncio de 2021 lo describió como "el agujero negro supermasivo más masivo en z > 7". Este cuásar superó al cuásar récord anterior, ULAS J1342+0928. En 2023, se descubrió UHZ1, estableciendo un nuevo récord para el cuásar más distante, eclipsando el de QSO J0313−1806.
Uno de los autores del artículo de 2021, Feige Wang, dijo que la existencia de un agujero negro supermasivo tan temprano en la existencia del Universo planteó problemas para las teorías actuales de formación, ya que "los agujeros negros creados por las primeras estrellas masivas no podrían haber crecido tanto en solo unos pocos cientos de millones de años". El corrimiento al rojo z = 7.642 corresponde a una edad de unos 600 millones de años.